# Claude Le Blanc
Claude Le Blanc (Rouen, 1º dicembre 1669 – Versailles, 19 maggio 1728) è stato un politico e nobile francese.

## Biografia

### I primi anni e la famiglia
Claude Le Blanc nacque nel 1669, dall'ex intendente della Normandia, Louis le Blanc, e da sua moglie Suzanne Bazin de Bezons. Aveva un fratello, Cesar, che poi divenne vescovo di Avranches, e un altro fratello, Denis Alexandre, che divenne vescovo di Sarlat.

### La carriera politica
Consigliere del parlamento di Metz nel 1696, maître des requêtes nel 1697, intendente dell'Alvernia nel 1704, di Dunkerque e di Ypres nel 1706. Prestò servizio come intendente delle Fiandre marittime (Westhoek) dal 1708 al 1716. Apprezzato dal cardinale André-Hercule de Fleury, riscosse il suo più grande successo con l'estensione delle competenze della gendarmeria nel 1720, che venne strutturata come una moderna polizia operante in tutta la Francia.
Le Blanc divenne segretario di stato per la guerra nel 1718, durante la Reggenza. In questo periodo fece parte del gruppo personale del duca di Chartres, figlio del reggente Filippo II d'Orleans; assieme al duca Charles Louis Auguste Fouquet de Belle-Isle, divenne confidente di Guillaume Dubois nel corso della cospirazione di Cellamare.
Finì questo primo periodo esiliato, caduto in disgrazia, e poi imprigionato per le trame del marchese Jeanne Agnès Berthelot de Pléneuf, la cui madre era stata amante di Le Blanc. Deposto nel 1723, venne esiliato a Brie; ma alla morte del reggente in quello stesso anno, venne coinvolto nelle lotte di corte tra i Condeani e gli Orleanisti. Accusato di omicidio, venne imprigionato alla Bastiglia nel marzo del 1724 assieme ad alcuni suoi alleati tra i quali spiccava Jean Moreau de Séchelles. Dopo le dimissioni di Luigi Enrico di Borbone dalla carica di primo ministro nel 1726, Le Blanc venne rilasciato, e fu reintegrato nei suoi incarichi. Rimase poi in tale posizione fino alla sua morte, avvenuta nel 1728.

## La colonia della Louisiana
Con la costituzione della colonia della Louisiana francese, Le Blanc con Belle-Isle acquistò delle terre nei nuovi territori. Sostenne Dumont de Montigny, col quale aveva legami familiari, per sviluppare e rendere produttive le nuove terre, anche se questo lo pose poi in contrasto sia col governatore Bienville che con Pierre Le Blond de La Tour.

## Matrimonio e figli
Le Blanc sposò Madeleine Petit de Passy, figlia del presidente del parlamento di Metz. La coppia ebbe una figlia, Louise-Madeleine Le Blanc, che sposò poi Claude-Constant-Esprit Jouvenel de Harville des Ursins.